# Ляйцвайлер
Ляйцвайлер (нім. Leitzweiler) — громада в Німеччині, розташована в землі Рейнланд-Пфальц. Входить до складу району Біркенфельд. Складова частина об'єднання громад Баумгольдер.
Площа — 3,02 км2. Населення становить 115 ос. (станом на 31 грудня 2020).